# 悉尼国际钢琴比赛
悉尼国际钢琴比赛（英語：Sydney International Piano Competition）是一个在澳大利亚悉尼举行的国际钢琴比赛，每四年举行一次，通常在当年的七八月举行，为期三周，被视为世界最顶尖的钢琴比赛之一。

## 历史
1977年在澳大利亚悉尼建立，1978年加入国际音乐比赛世界联盟。
2020年7月的比赛因为新冠疫情延期至2021年举行。